# Solimão (mansa)
Solimão ou Suleimão Queita (Suleyman Keita) foi mansa do Império do Mali de 1341 a 1360.  Irmão do poderoso Mansa Muça, ele sucedeu o trono em 1341. O filho dele, Cassa assumiu brevemente o trono após a sua morte em 1360, sendo sucedido no mesmo ano pelo filho de Magã, Mari Diata II.
O explorador marroquino Ibne Batuta viajou para Tombuctu para visitar a corte de Solimão por um período de oito meses, em 1352 a 1353. Enquanto estava lá, ibne Batuta registrou uma descrição substancial da vida na corte, incluindo reclamações sobre a miséria de Suleyman, um forte contraste com o famoso e generoso irmão de Solimão, Mansa Muça.  Essa miséria pode ter sido devido à Peste ter chegado à África e matado 30-50% dos habitantes, de acordo com um estudo de 2017 da Universidade William & Mary. 
A principal esposa de Solimão era Cassi; sua rejeição a ela levou a uma revolta dentro da corte. 